# Чингіз Ільдирим
Чингіз Ільдрим (азерб. Çingiz İldırım, при народженні Чингіз Ільдрим огли Султанов (азерб. Çingiz İldırım oğlu Sultanov; 10 липня 1890, Кубатли — 25 вересня 1938, Москва) — азербайджанський радянський інженер-металург, народний комісар Азербайджанської РСР з військових і морських справ (28 квітня 1920 — червень 1920), нагороджений орденом Червоного Прапора, заступник начальника будівництва Магнітогорського металургійного комбінату.
Чингіз Ільдрим огли Султанов народився 10 липня 1890 року в селі Кубатли Зангезурського повіту Елізаветпольской губернії, в сім'ї землевласника. Етнічний курд.